# Urumqi
Urumqi (en uigur: ئۈرۈمچى, Ürümchi; en chino, 乌鲁木齐, Wūlǔmùqí) anteriormente Dihua (迪化) es la capital de la región autónoma de Sinkiang en la República Popular China. Está situada en el noroeste del país, en la región de Zungaria y su nombre en mongol significa «pastizal hermoso». Fue un centro importante en la ruta de la Seda durante la dinastía Tang de China, y desarrolló su reputación como un importante centro cultural y comercial durante la dinastía Qing en el siglo XIX.
Con una población estimada de 4 millones en 2020, Urumqi es la ciudad más grande en el interior occidental de China, así como en Asia Central en términos de población. Según el Libro Guinness de los Récords, se ha ganado un lugar como la ciudad más remota de cualquier mar en el mundo. Ha visto un gran desarrollo económico desde la década de 1990 y actualmente sirve como un nodo de transporte regional, un centro cultural, político y comercial.

## Administración
la ciudad-prefectura de Urumqi está conformada de 7 localidades que se administran en 6 distritos urbanos y 1 condado rural.
- Distrito Tianshan 天山区
- Distrito Saybag 沙依巴克区
- Distrito Xinshi 新市区
- Distrito Shuimogou 水磨沟区
- Distrito Toutunhe 头屯河区
- Distrito Dabancheng 达坂城区
- Distrito Midong 米东区
- Condado Urumqi 乌鲁木齐县

| Mapa                                                                                      |
| ----------------------------------------------------------------------------------------- |
| Tianshan Saybag Xinshi Shuimogou Toutunhe Dabancheng Midong Ürümqi · (Condado) Dabancheng |

## Historia
Los antiguos habitantes de Jushi fueron los primeros habitantes de esta tierra, haciendo una vida nómada en la vertiente norte de las montañas Tianshan. Aunque Urumqi está situada cerca de la ruta norte de la ruta de la Seda, la ciudad actual es relativamente joven, del tiempo del kanato de Zungaria. 
Un asentamiento más antiguo llamado Luntai se encontraba cerca de la actual Urumqi, a unos 10 km al sur. Luntai fue establecido por el gobierno de la dinastía Tang durante el año 22 del reinado del emperador Taizong (648 d. C.) en la ciudad antigua de Urabo como parte del Protectorado General para Pacificar el Oeste que controlaba Xinjiang. Era una sede del gobierno local y recaudaba impuestos de las caravanas a lo largo de la ruta norte de la ruta de la Seda. Después de que Tang se retirase de las regiones occidentales, la región quedó bajo el control de los uigures del Kaganato uigur y Gaochang/Qocho. Después de los Tang hasta la dinastía Qing, había poca información sobre el área de Urumqi, y no parecía haber un asentamiento permanente aquí durante la mayor parte de este período. Los mongoles se refirieron a la zona más amplia como Bishbalik, que significa «cinco ciudades», en referencia a las cinco ciudades que rodeaban la actual área de Urumqi.

### Kanato de Zungaria
Las tribus oirates zúngaros que formaron el Kanato de Zungaria fueron la última gran potencia para controlar Urumqi antes de que los manchúes obtuvieran el control de Xinjiang, y su idioma le dio a Urumqi su nombre moderno. En la dinastía Ming, había un registro de un lugar en Jiujiawan a 5 kilómetros al oeste de la ciudad actual, que pudo haber sido la ciudad de Zungaria que luego fue destruida durante la conquista de Qing. Los mongoles también usaron el área como terreno de pastoreo en este período. Los pueblos esteparios habían usado la ubicación, el paso entre el Bogda Shan al este y el Tian Shan al oeste, conectando la cuenca Zungaria al norte y la depresión de Turpan al sur.
Urumqi se mantuvo como una ciudad pequeña, y menos importante que el oasis y el centro de comercio de la Ruta de la Seda, a 200 km al sudeste de Turpan. La lucha por el control de Zungaria llevó a los khoshuut (ahora clasificados como mongoles) a abandonar Urumqi hacia Qinghai y el Tíbet en las décadas de 1620 y 1630. Los uigures fueron introducidos en el área de Urumqi en el siglo XVIII por los zúngaros que los movieron desde la región occidental de la cuenca de Tarim para ser taranchis o agricultores.

### Dinastía Qing
En el siglo XVIII, los Qing fueron a la guerra contra el Kanato de Zungaria. Urumqi fue tomado por los Qing en 1755, y los zúngaros de la región fueron eliminados en el genocidio de Zungaria. Un escritor, Wei Yuan, describió la desolación resultante en lo que se convirtió en el norte de Xinjiang como "una llanura vacía por mil li, sin rastro de hombres". Se construyó un fuerte (ya sea en 1755 o 1758 dependiendo de las fuentes), y los Qing establecieron guarniciones de banderas manchúes y mongolas y tropas chinas Han en Urumqi. Después de 1759, el gobierno Qing estableció granjas estatales en las áreas poco pobladas de los alrededores de Urumqi, donde había tierras fértiles y bien regadas. Los soldados manchúes también construyeron un templo con una pared roja dedicada a Guandi en la montaña de Pingding con vista a Urumqi, que le dio a la ciudad su apodo de «Templo Rojo».
Los manchúes comenzaron a construir una ciudad amurallada en 1763 al sur del primer fuerte, y se completó en 1767. El emperador Qianlong había nombrado el nuevo asentamiento Dihua (en chino simplificado, 迪化; pinyin, Díhuà; manchú: Wen de dahabure fu), que significa "iluminar". En 1771, otra ciudad llamada Gongning Cheng (鞏寧城) se construyó cerca del noroeste para albergar pancartas manchúes, y esto se convertiría en la sede del gobierno. El asentamiento de los estandartes al oeste se conocía comúnmente como Mancheng (滿城, ciudad manchú), mientras que Dihua al este se convirtió en una ciudad china Han comúnmente llamada Hancheng (ciudad Han). La Urumqi del primer período era, por lo tanto, una ciudad gemela, con Gongning Cheng como centro administrativo, mientras que Dihua se convirtió en el centro comercial y financiero de Xinjiang.
Chinos han de toda China comenzaron a mudarse a Dihua, al igual que los chinos hui musulmanes de Gansu y Shaanxi. El origen de los hui en Urumqi a menudo se indica con los nombres de sus mezquitas. En 1762, los inmigrantes chinos ya habían abierto más de 500 tiendas en el área de la moderna Urumqi. Aquellos literatos Qing que visitaron Dihua quedaron impresionados por su sofisticación cultural y similitud con el este de China. El escritor Ji Xiaolan comparó a Dihua con Pekín, ya que ambos tenían numerosas vinotecas que ofrecían espectáculos diarios de música y danza chinos.
En 1870, la batalla de Urumqi tuvo lugar entre las fuerzas turcas musulmanas de Yaqub Beg contra las fuerzas musulmanas dungan de Tuo Ming (Daud Khalifa). Con la ayuda de la milicia china han de Xu Xuegong, las fuerzas de Yaqub Beg derrotaron a los dungan. Gongning Cheng fue capturado, su administrador Qing asesinado, y la ciudad quemada y abandonada. Los Qing más tarde recuperaron el control de Urumqi. En 1884, el emperador Guangxu estableció Sinkiang como provincia, con Dihua como su capital.

### Era republicana
Después del colapso de la dinastía Qing, Xinjiang fue gobernada desde Urumqi por una sucesión de caudillos militares: Yang Zengxin (1911-1928), Jin Shuren (1928-1933) y Sheng Shicai (1933-1942), finalmente Zhang Zhizhong como gobernador de Xinjiang en 1942-1949. De estos, Yang y Sheng fueron considerados gobernantes capaces.
Durante la Rebelión de Kumul, tuvieron lugar las Batallas de Urumqi de 1933 y la de 1933-34 entre las fuerzas de la 36.ª División de Ma Zhongying (Ejército Nacional Revolucionario) y las fuerzas provinciales de Jin Shuren y Sheng Shicai. En la segunda batalla, Ma fue asistido por el general chino Han Zhang Peiyuan.

### República Popular China
Tras la fundación de la República Popular de China, el 1 de febrero de 1954, el nombre de la ciudad fue oficialmente cambiado a su nombre zúngaro oirate de Ürümqi, que significa «pastos hermosos» en el idioma oirato.
A fines de la década de 1970, Deng Xiaoping relajó el estricto control de China sobre Xinjiang, lo que llevó a un auge de Urumqi debido al desarrollo de la industria del petróleo y el gas en Xinjiang. Se construyeron nuevas mezquitas en Urumqi con ayuda financiera del gobierno chino. Mientras que el gobierno implementó reglas estrictas sobre religión en el sur de Xinjiang, el tratamiento de los uigures y su religión en Urumqi fue más laxo y permisivo.
La ciudad sufrió una serie de disturbios que alteraron el progreso de la zona. En mayo de 1989, los disturbios en Urumqi provocaron 150 heridos. En febrero de 1997, los bombardeos en Urumqi después del incidente de Ghulja resultaron en 20 muertes y decenas de lesiones.
Sin embargo, en la mayor erupción de violencia étnica en China en décadas, estallaron importantes disturbios en julio de 2009 entre chinos de etnia han y uigures. El reportero del New York Times que cubría los disturbios describió la violencia como "enfrentamientos con la policía antidisturbios y los uigures que arrasaron la ciudad y mataron a civiles han. Luego, durante al menos tres días, bandas de vigilantes han vagaron por Urumqi, atacaron y asesinaron a uigures". Antes de que estallaran los disturbios, los jóvenes uigures habían marchado por la ciudad "para protestar por un caso de discriminación judicial". Según cifras oficiales, la mayoría de los 197 muertos en los disturbios fueron han, una declaración disputada por los uigures.

## Geografía
La ciudad más grande de China Occidental, Urumqi se ha ganado un lugar en el Libro Guinness de los Récords como la ciudad más remota de cualquier mar en el mundo. Está a unos 2500 kilómetros de la costa más cercana ya que es la ciudad más cercana al polo de inaccesibilidad de Eurasia, aunque Karamay y Altay, ambas en Xinjiang, están más cerca. La ciudad tiene un área administrativa de 10 989 kilómetros cuadrados y tiene una elevación promedio de 800 metros.
La ubicación 43°40′52″N 87°19′52″E / 43.68111, 87.33111 en los suburbios del sudoeste de Urumqi (Condado de Urumqi) fue designada por expertos en geografía local como el "punto central de Asia" en 1992, y un monumento a este efecto fue erigido allí en la década de 1990. El sitio es una atracción turística local.

### Abastecimiento de agua
Aunque está rodeado de desiertos (el Gurbantünggüt en el norte y el Taklamakan en el sur), el área de Urumqi está naturalmente regada por una serie de pequeños ríos que fluyen desde las montañas nevadas de Tian Shan : el rango principal de Tian Shan en el sur de la ciudad ( condado de Ürümqi ) y el Bogda Shan al este de la ciudad ( distrito de Dabancheng ). Una red que consta de miles de millas de canales, embalses y túneles llamados karez, redistribuye el agua a través del área extensamente irrigada a lo largo de las estribaciones de la cordillera. Compromete un antiguo sistema de riego construido hace 2000 años.
Hay 20,000 glaciares en Xinjiang, casi la mitad de todos los glaciares en China. Desde la década de 1950, los glaciares de Xinjiang se han retirado entre un 21 y un 27 por ciento debido al calentamiento global. El glaciar Tianshan n.º 1 ( 一号 冰川 ), origen del río Ürümqi, es el glaciar más grande cerca de una ciudad importante en China, pero ya se ha dividido en dos glaciares más pequeños.
A medida que la población y la economía de la región de Urumqi están creciendo, la demanda de agua excede el suministro natural. Para aliviar la escasez de agua, el Canal Irtysh-Karamay–Ürümqi se construyó en la primera década del siglo XXI. El tronco principal del canal termina en la llamada "Embalse 500" ("500"水库; 44°12′00″N 87°49′00″E / 44.20000, 87.81667) en los suburbios del extremo noreste de la ciudad (en la frontera del distrito suburbano de Midong y la ciudad de Fukang de Urumqi ). Una nueva área industrial, llamada Parque Industrial Ganquanbao (甘泉堡工业园), o Industrial New City 500 (500工业新城) se estaba desarrollando en 2009, al oeste del embalse, confiando en el suministro de agua. Desde el área del embalse, el agua se distribuye aún más a través de una red de canales en todo el distrito inferior de Midong.

### Clima
En Urumqi prevalece un clima continental semiárido (clasificación climática de Köppen BSk), pero con diferencias muy grandes entre verano e invierno. Tiene veranos cálidos, con un promedio diario de julio de 23,7 grados Celsius (74,7 °F), e inviernos muy fríos, con un promedio diario de enero de −12,6 °C (9,3 °F). La temperatura media anual es de 6,9 °C (44,4 °F). La ciudad es semiárida, con sus veranos ligeramente más húmedos que sus inviernos, pero el clima soleado es mucho más probable en los meses más cálidos, y la humedad relativa es la más baja durante el verano. Con un porcentaje mensual posible de luz solar que oscila entre el 30 por ciento en diciembre y el 70 por ciento en agosto y septiembre, la ciudad recibe 2.523 horas de sol al año. Su precipitación anual es de 290 milímetros (11,4 plg). Los extremos desde 1951 han variado de −41,5 °C (−43 °F) el 27 de febrero de 1951 a 42,1 °C (108 °F) el 1 de agosto de 1973.
| Parámetros climáticos promedio de Urumqi    | Parámetros climáticos promedio de Urumqi | Parámetros climáticos promedio de Urumqi | Parámetros climáticos promedio de Urumqi | Parámetros climáticos promedio de Urumqi | Parámetros climáticos promedio de Urumqi | Parámetros climáticos promedio de Urumqi | Parámetros climáticos promedio de Urumqi | Parámetros climáticos promedio de Urumqi | Parámetros climáticos promedio de Urumqi | Parámetros climáticos promedio de Urumqi | Parámetros climáticos promedio de Urumqi | Parámetros climáticos promedio de Urumqi | Parámetros climáticos promedio de Urumqi |
| Mes                                         | Ene.                                     | Feb.                                     | Mar.                                     | Abr.                                     | May.                                     | Jun.                                     | Jul.                                     | Ago.                                     | Sep.                                     | Oct.                                     | Nov.                                     | Dic.                                     | Anual                                    |
| ------------------------------------------- | ---------------------------------------- | ---------------------------------------- | ---------------------------------------- | ---------------------------------------- | ---------------------------------------- | ---------------------------------------- | ---------------------------------------- | ---------------------------------------- | ---------------------------------------- | ---------------------------------------- | ---------------------------------------- | ---------------------------------------- | ---------------------------------------- |
| Temp. máx. abs. (°C)                        | 9.9                                      | 13.5                                     | 23.7                                     | 32.5                                     | 37.0                                     | 40.9                                     | 41.0                                     | 42.1                                     | 37.0                                     | 30.5                                     | 19.2                                     | 15.6                                     | 42.1                                     |
| Temp. máx. media (°C)                       | −7.4                                     | −4.7                                     | 2.7                                      | 16.1                                     | 23.1                                     | 27.6                                     | 30.1                                     | 29.0                                     | 23.1                                     | 13.2                                     | 2.0                                      | −4.4                                     | 12.5                                     |
| Temp. media (°C)                            | -12.0                                    | -9.2                                     | -1.4                                     | 10.5                                     | 17.2                                     | 21.9                                     | 24.2                                     | 22.9                                     | 17.2                                     | 8.2                                      | -2.0                                     | -8.7                                     | 7.4                                      |
| Temp. mín. media (°C)                       | −16.6                                    | −13.7                                    | −5.4                                     | 4.8                                      | 11.2                                     | 16.1                                     | 18.2                                     | 16.7                                     | 11.2                                     | 3.1                                      | −5.9                                     | −12.9                                    | 2.2                                      |
| Temp. mín. abs. (°C)                        | −34.1                                    | −41.5                                    | −33.4                                    | -14.9                                    | -2.4                                     | 4.6                                      | 8.8                                      | 5.0                                      | -5.0                                     | −12.4                                    | −36.6                                    | −38.3                                    | -41.5                                    |
| Precipitación total (mm)                    | 10.4                                     | 10.0                                     | 18.5                                     | 32.3                                     | 38.9                                     | 36.2                                     | 30.4                                     | 23.3                                     | 26.2                                     | 26.3                                     | 19.1                                     | 14.6                                     | 286.3                                    |
| Días de precipitaciones (≥ 0.1 mm)          | 9.2                                      | 7.2                                      | 7.2                                      | 6.8                                      | 6.8                                      | 8.0                                      | 8.4                                      | 6.3                                      | 5.0                                      | 5.5                                      | 6.9                                      | 9.6                                      | 86.9                                     |
| Horas de sol                                | 101.6                                    | 128.8                                    | 180.5                                    | 248.0                                    | 283.3                                    | 282.7                                    | 298.7                                    | 301.0                                    | 262.6                                    | 224.4                                    | 127.4                                    | 84.3                                     | 2523.3                                   |
| Humedad relativa (%)                        | 78                                       | 77                                       | 71                                       | 48                                       | 43                                       | 43                                       | 43                                       | 41                                       | 44                                       | 58                                       | 74                                       | 78                                       | 58.2                                     |
| Fuente: China Meteorological Administration |                                          |                                          |                                          |                                          |                                          |                                          |                                          |                                          |                                          |                                          |                                          |                                          |                                          |

## Etnias
Aunque hasta fechas relativamente recientes la etnia mayoritaria en Sinkiang eran los uigures, la gran inmigración de chinos han, sobre todo a Urumqi, ha hecho que la ciudad sea mayoritariamente han, con minorías uigur, manchú, hui y kazaja, entre otras. Fue uno de los puntos destacados de la Ruta de la Seda y en la actualidad se mantiene como un importante centro de comunicaciones.

## Lugares de interés
- Museo de Sinkiang: contiene interesantes objetos de la época del máximo esplendor de la Ruta de la Seda, la reconstrucción de una orquesta típica de Asia Oriental y el magníficamente bien conservado cuerpo momificado encontrado en el lago Lop Nor, llamado el Hombre de Cherchen.